# Anna Rossinelli
Anna Rossinelli (Basilea, 20 de abril de 1987) es una cantante suiza. Es la cantante de un trío pop-soul que actúa con su mismo nombre.

## Carrera

### Festival de Eurovisión
El 11 de diciembre de 2010, Rossinelli ganó la final nacional de Suiza (Die grosse Entscheidungs Show) con la canción "In Love For a While" y representó al país en el Festival de Eurovisión 2011 en Düsseldorf, Alemania. Superó la primera semifinal, pero terminó en último lugar en la final con 19 puntos.

### 2011-presente:Bon Voyagey presente
El 14 de octubre de 2011, lanzó el sencillo principal de su álbum debut, "Joker". Fue escrito por Phillipa Alexander, Ellie Wyatt, Alex Ball, Vicky Nolan y producido por Fred Herrmann. En diciembre de ese mismo año, Anna publicaría su álbum debut Bon Voyage.
El 6 de marzo de 2013, su sencillo "Let It Go" fue publicado. En mayo de ese mismo año, se lanzó su segundo disco Marylou, que debutó en el puesto #1.

## Discografía

### Álbumes de estudio
| Álbum      | Detalles | Mejores posiciones en listas |
| Álbum      | Detalles | SWI                          |
| ---------- | --- | ---------------------------- |
| Bon Voyage | - Fecha de lanzamiento: 9 de diciembre de 2011 - Formatos: Descarga digital, Disco compacto - Discográfica: Universal Music | 10                           |
| Marylou    | - Fecha de lanzamiento: 3 de mayo de 2013 - Formatos: Descarga digital, Disco compacto - Discográfica: Universal Music      | 1                            |

### Sencillos
| 2011                                                                     | "In Love for a While"  | 3  | Non-album single |
| 2011                                                                     | "Joker"                | —  | Bon Voyage       |
| 2012                                                                     | "See What You've Done" | —  | Bon Voyage       |
| 2013                                                                     | "Let It Go"            | 26 | Marylou          |
| "—" denota que no ingresó a los charts o que no fue lanzado en esa zona. |                        |    |                  |